# Clarence Dally
Clarence Madison Dally (1865–1904) fue un soplador de vidrio que fue asistente de Thomas Edison en su trabajo con rayos X y fue una de las primeras víctimas de dermatitis por radiación y sus complicaciones médicas.

## Educación y primeros años
Clarence Dally nació en Woodbridge, Nueva Jersey, uno de cuatro hermanos. Se alistó a la Marina de Estados Unidos a los diecisiete años, donde sirvió durante seis.

## Soplador de vidrio
Luego de obtener una baja honorable fue a trabajar a los talleres de bombillas de Edison en Harrison con su padre y hermanos como sopladores de vidrio. Cerca de 1890 se mudó al laboratorio de Edison en West Orange para ayudar en experimentos con la lámpara incandescente.

## Experimentos de Edison con Rayos X
Tras el descubrimiento de los Rayos X en 1895 por parte de Wilhelm Conrad Röntgen, Clarence y su hermano Charles trabajaron en el desarrollo de la lámpara de Rayos X de Edison, investigando el fluoroscopio usando tungstanato de calcio. El fluoroscopio de Edison producía imágenes más nítidas que el producido por Röntgen, el cual usaba platino-cianuro de bario. Por aquel entonces, se consideraba que la radiación de Rayos X no era peligrosa. No obstante, Edison declaró que "(los Rayos X) habían envenenado a mi asistente, el señor Dally."

## Efectos de la radiación
Hacia el año 1900, Clarence Dally comenzó a sufrir lesiones debido a la radiación en sus manos y rostro de carácter agudo, lo que lo obligó a abandonar su puesto de trabajo con Edison. En 1902, una lesión en su muñeca izquierda fue tratada de manera poco satisfactoria realizándole múltiples injertos de piel, lo que acabó derivando en la amputación de su mano izquierda. Posteriormente, la aparición de una úlcera en su mano derecha obligó a la amputación de cuatro dedos de dicha mano.
Sin embargo, dichos procedimientos no evitaron el avance de su carcinoma, y a pesar de la amputación de sus brazos (a la altura del codo y del hombro, respectivamente), terminó muriendo de cáncer mediastinal. Es por esto por lo que se considera a Dally como el primer Norteamericano en morir a causa de los efectos de la experimentación con radiación. Tras estos sucesos, Thomas Edison abandonó su investigación sobre Rayos X. En 1903, Edison declaró "No me hable de rayos X, Les tengo pavor."